# Підсніжник (заказник)
Підсні́жник — ботанічний заказник місцевого значення в Україні. Об'єкт природно-заповідного фонду Черкаської області. 
Розташований у Звенигородському районі Черкаської області, на південний захід від села Квітки і на північ від села Журавка.

## Загальні відомості
Площа 4,5 га. Статус присвоєно згідно з рішенням Черкаської обласної ради від 23.12.1998 року № 5-3. Установа, у віданні якої перебуває об'єкт,— ДП «Корсунь-Шевченківське лісове господарство» (Квітчанське лісництво, кв. 36, вид. 14).

## Охорона природи
На території заказника серед дубових насаджень зростає популяція рослини, занесеної до Червоної книги України,— підсніжника звичайного.